# Kayar
Kayar – miasto w Senegalu, w regionie Thies. Według danych szacunkowych na rok 2007 liczy 17 828 mieszkańców. 
Kayar jest osadą rybacką na wybrzeżu Oceanu Atlantyckiego, na południowym krańcu Grande Côte.